# Filialkirche Unterrohrbach

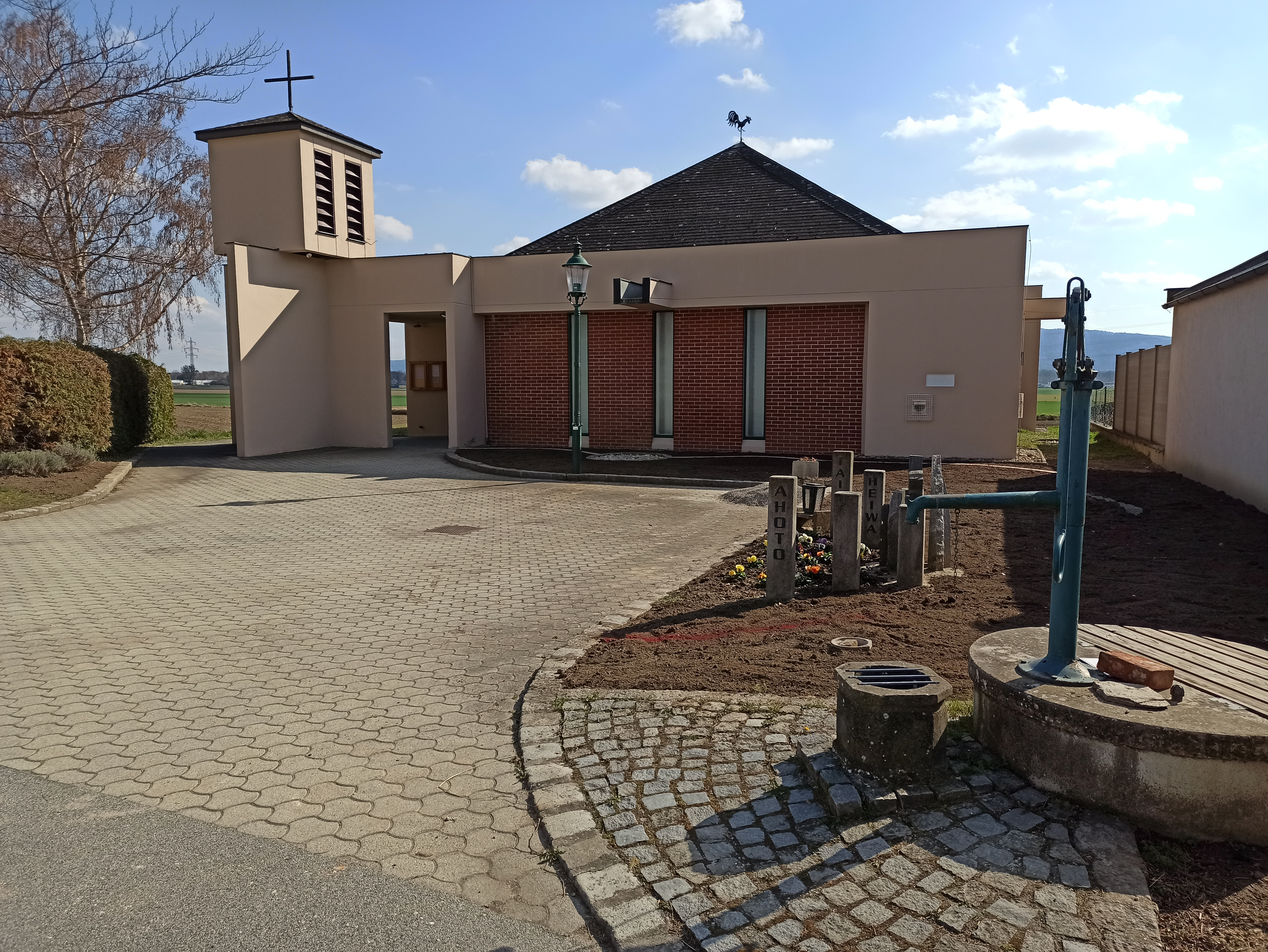
Katholische Filialkirche hl. Johannes der Täufer in Unterrohrbach

Die römisch-katholische Filialkirche Unterrohrbach steht am südöstlichen Ausgang des Ortes Unterrohrbach in der Marktgemeinde Leobendorf im Bezirk Korneuburg in Niederösterreich. Die dem Patrozinium hl. Johannes der Täufer unterstellte Filialkirche gehört zum Dekanat Korneuburg im Vikariat Unter dem Manhartsberg in der Erzdiözese Wien.

## Geschichte
Seit 1912 gehört Unterrohrbach zur Pfarre Kleinwilfersdorf. Die ehemalige Kapelle stand an einer Engstelle der Obernrohrbacher Straße und wurde 1970 abgebrochen. Die Kirche wurde 1970/1971 nach den Plänen des Architekten Erwin Plevan erbaut.

## Architektur
Das Kirchenäußere zeigt einen zeltförmigen quadratischen Bau mit Sichtziegelmauerwerk und Betonlichtschlitzen unter einem flachen Pyramidendach. Im Nordosten befindet sich eine Vorlaube mit Türmchenaufsatz. Das Kircheninnere zeigt einen diagonal orientierten Raum unter einer sichtbaren Holzdachkonstruktion.

## Einrichtung
An den vier Ecken befinden sich der Eingangsbereich, die Orgel, die Sakristei und der Altarbereich mit der Session. Der neue Altar, das Ambo und der Taufstein sind aus weißem Sandstein.
Das Kruzifix und die Figur Pietà wurden aus der ehemaligen Kapelle hierher übertragen.